# Кнорре, Фёдор Фёдорович
Фёдор Фёдорович Кно́рре (15 апреля 1903, Санкт-Петербург — 22 мая 1987, Москва) — советский прозаик, драматург, сценарист, режиссёр и актёр русско-немецкого происхождения. Младший брат Георгия Кнорре (1891—1962).

## Биография
Родился 2 (15 апреля) 1903 года в Санкт-Петербурге, в семье инженера-мостостроителя Фёдора Кнорре-старшего (1865—1918). Внук архитектора и инженера Фёдора Кнорре, правнук астронома Карла Кнорре.
В возрасте 16 лет ушёл добровольцем в РККА, участвовал в Гражданской войне. Служил в Петропавловской крепости, в штабе Петрукрепрайона. Во время службы вступил в РКП(б).
В начале 1920-х годов учился в творческой мастерской ФЭКС («Фабрика эксцентрического актёра») в Петрограде. Затем выступал как цирковой артист, писал комические сценарии, цирковые репризы. Работал в ленинградской газете «Смена» и в московской театральной мастерской Фореггера (Мастфор), где был инструктором по акробатике.
С 1926 года — член Московского общества драматических писателей и композиторов. С конца 1920-х годов работал в ленинградском, с 1929 по 1931 годы — в Центральном московском ТРАМе.
В дальнейшем занимался главным образом литературной деятельностью — писал рассказы, повести, пьесы, киносценарии. В 1941 году вступил в СП СССР.

### Личная жизнь и связи
Был хорошо знаком с Леонидом Траубергом, Всеволодом Мейерхольдом, Сергеем Эйзенштейном, Михаилом Булгаковым, Михаилом Роммом.
В середине 1930-х годов женился на театральной актрисе Марии Бабановой. В середине 1950-х годов расстался с ней и женился на киноактрисе Ларисе Емельянцевой.
Умер 22 мая 1987 года. Похоронен в Москве на Ваганьковском кладбище.

## Творчество
В 1924 году снялся в фильме киномастерской ФЭКС «Похождения Октябрины» в роли представителя МОПРа.
В 1930 г. поставил спектакль в Центральном московском Театре рабочей молодёжи по пьесе «Московский 10-10» (опубликована в 1933). В 1931 году осуществил постановку своей пьесы «Тревога». Написал пьесы: «Встреча в темноте» (1944) и «Две сестры» (1957), которые шли в московских театрах им. Моссовета и им. Вахтангова.
Написал сценарии к фильмам «Истребители» (1939), «Романтики» (1941), «Однажды ночью» (1944), «Рита» (1957), «После шторма» (1956), «Родная кровь» (1963), «Ночной звонок» (1969), «Солёный пёс» (1973). На фильме «После шторма» был также одним из режиссёров (вместе с Эдуардом Пенцлиным).
В 1938 году опубликовал первый рассказ — «Неизвестный товарищ», — посвящённый мужеству и стойкости советских людей в годы гражданской войны. Другие рассказы и повести Ф. Кнорре печатались во многих журналах («Знамя», «Огонёк», «Октябрь», «Юность», «Работница», «Нева», «Наш современник», «Новый мир», «Дружба народов»), а также выходили отдельными сборниками: «Твоя большая судьба» (1948), «Рассказы» (1953), «Родная кровь» (1964), «Шорох сухих листьев» (1969), «Каменный венок» (1973). Единственный роман писателя — «Навсегда» (1960) — посвящён борьбе литовских партизан и подпольщиков в годы Великой Отечественной войны.
В 1950-х годах работал на Рижской киностудии.
Написал несколько произведений в жанре, промежуточном между повестью-сказкой и детской фантастикой. В повести-сказке «Капитан Крокус» (1967) рассказывается о городе, где власть захватил злодей (одушевлённое огородное чучело), намеренный превратить всех его жителей в послушные бездумные механизмы (в 1991 году повесть была экранизирована). Некоторыми критиками повесть была расценена как подражание «Трём Толстякам» Ю. Олеши. «Рыцарская сказка» (1979) использует традиционный сюжет о рыцаре и драконе. В фантастической повести «Бумажные книги Лали» (1983) человечество близкого будущего, далёкого от утопии, стоит перед угрозой уничтожения, если не воспользуется помощью могущественных, но бездушных инопланетян.
Многие повести и рассказы писателя переведены на иностранные языки: болгарский, польский, французский, английский, немецкий, бенгальский.

## Произведения
Избранные произведения в 2-х томах. М., 1984

### Романы
- 1959 — «Навсегда»

### Повести
- 1948 — «Жена полковника»
- 1962 — «Родная кровь»
- 1964 — «Одна жизнь»
- 1967 — «Капитан Крокус»
- 1967 — «Хоботок и Ленора»
- 1967 — «Шорох сухих листьев»
- 1968 — «Орехов»
- 1969 — «Черничные глазки»
- 1971 — «Весенняя путевка»
- 1973 — «Каменный венок»
- 1975 — «Оля»
- 1979 — «Письмо на телеграфном бланке»
- 1979 — «Рассвет в декабре»
- 1979 — «Рыцарская сказка»
- 1983 — «Без игры»
- 1983 — «Бумажные книги Лали»
- 1983 — «Как жизнь?»
- 1983 — «Папоротниковое озеро»

### Рассказы
- 1938 — «Неизвестный товарищ»
- 1939 — «Твоя большая судьба»
- 1946 — «Синее окно»
- 1946 — «Шесть процентов»
- 1947 — «Новый дом»
- 1948 — «Деревянная морда»
- 1950 — «Кораблёвская тётка»
- 1950 — «Мать»
- 1951 — «Морская пехота»
- 1951 — «Первый месяц»
- 1951 — «Зелёный рубеж»
- 1952 — «Круг»
- 1953 — «Весной»
- 1953 — «Гости»
- 1953 — «На лесной тропинке»
- 1953 — «Под землёй»
- 1953 — «Подруги»
- 1953 — «Свет в вагоне»
- 1953 — «Сестра Лэни»
- 1953 — «Человек, поющий шёпотом»
- 1954 — «Сила характера»
- 1954 — «Совершеннолетие»
- 1954 — «Утро»
- 1955 — «Цунька»
- 1958 — «Знамя»
- 1958 — «Молчаливая борьба»
- 1958 — «Николай Васильевич»
- 1958 — «Последняя операция»
- 1960 — «Один раз в месяц»
- 1961 — «„Баклан“»
- 1963 — «Покупатели»
- 1963 — «Солёный пёс»
- 1964 — «Акварельный портрет»
- 1964 — «Ложь»
- 1964 — «Не расцвела»
- 1969 — «Ночной звонок»
- 1965 — «Озерки»
- 1969 — «Олимпия»
- 1969 — «Продаётся детская коляска»
- 1969 — «Чёрная трава»
- 1974 — «Никому, никогда…»
- 1979 — «Людвиг»

### Пьесы
- 1930 — «Тревога»
- 1933 — «Московский 10-10»
- 1944 — «Встреча в темноте»
- 1957 — «Две сестры»
- 1965 — «Отец»

### Киносценарии
- 1939 — Истребители
- 1941 — Романтики
- 1944 — Однажды ночью
- 1946 — Сыновья
- 1947 — Робинзон Крузо
- 1947 — Марите
- 1957 — Рита
- 1958 — После шторма
- 1960 — Случайная встреча
- 1963 — Домик в дюнах
- 1963 — Родная кровь
- 1969 — Ночной звонок
- 1970 — Две сестры
- 1973 — Солёный пёс
- 1979 — Весенняя путёвка

### Экранизации произведений
- 1933 — «Случай на полустанке» — по рассказу «Неизвестный товарищ».
- 1973 — «Солёный пёс» — по рассказу «Солёный пёс».
- 1991 — «Капитан Крокус и тайна маленьких заговорщиков» — по повести «Капитан Крокус».